# Makariv
Makariv (ukrajinsky Макарів, rusky Макаров – Makarov) je městys (ukrajinsky selyšče) v Kyjevské oblasti na Ukrajině. Je součástí Bučského rajónu a k roku 2012 v něm žilo přes deset tisíc obyvatel.

## Poloha a doprava
Makariv leží na levém, severozápadním břehu řeky Zdvyže, pravého přítoku Teterivu v povodí Dněpru. Od Kyjeva, hlavního města Ukrajiny a správního střediska oblasti, je vzdálen přibližně šedesát kilometrů východně.
Jižně od měst prochází dálnice M 06 z Kyjeva do Žytomyru.

## Dějiny
Archeologické nálezy slovanského osídlení oblasti v podobě keramiky a kovů se dochovaly od 9. století. Stabilní sídlo Makariv bylo založeno v roce 1506 a pojmenované podle svého zakladatele Makara. Opevněné sídlo typu hradu bylo založeno pravděpodobně až v závěru 16. století, zbořeno během 18.–19. století a v nové době zcela srovnáno se zemí. Rozvoj pravoslavného náboženství a slovanské kultury je spojen se jménem Dmitrije Rostovského (Danila Savyče Tuptala) (1651–1709), pravoslavného mnicha, teologa a spisovatele, metropolity jaroslavské a rostovské eparchie.
Od roku 1923 do roku 2020 byl Makariv střediskem Makarivského rajónu. Za druhé světové války byl Makariv od 10. července 1941 do 8. listopadu 1943 obsazen německou armádou.
Status městysu má Makariv od roku 1956.

### Ruská invaze 2022
Během Kyjevské ofenzívy v rámci ruské invaze na Ukrajinu v roce 2022 byla u Makarivu podle ukrajinského prohlášení 28. února zničena kolona ruské vojenské techniky a dle prohlášení Vrchního velitele Ozbrojených sil Ukrajiny Valerije Zalužného dne 2. března jej dobyly zpět ukrajinské jednotky. Většina památek a infrastruktura města byly během dvou týdnů měsíce března 2022 zničeny. Podle prohlášení starosty ze dne 8. dubna 2022 se našla těla 132 popravených civilistů a obec je ze 40̥ procent zničená.

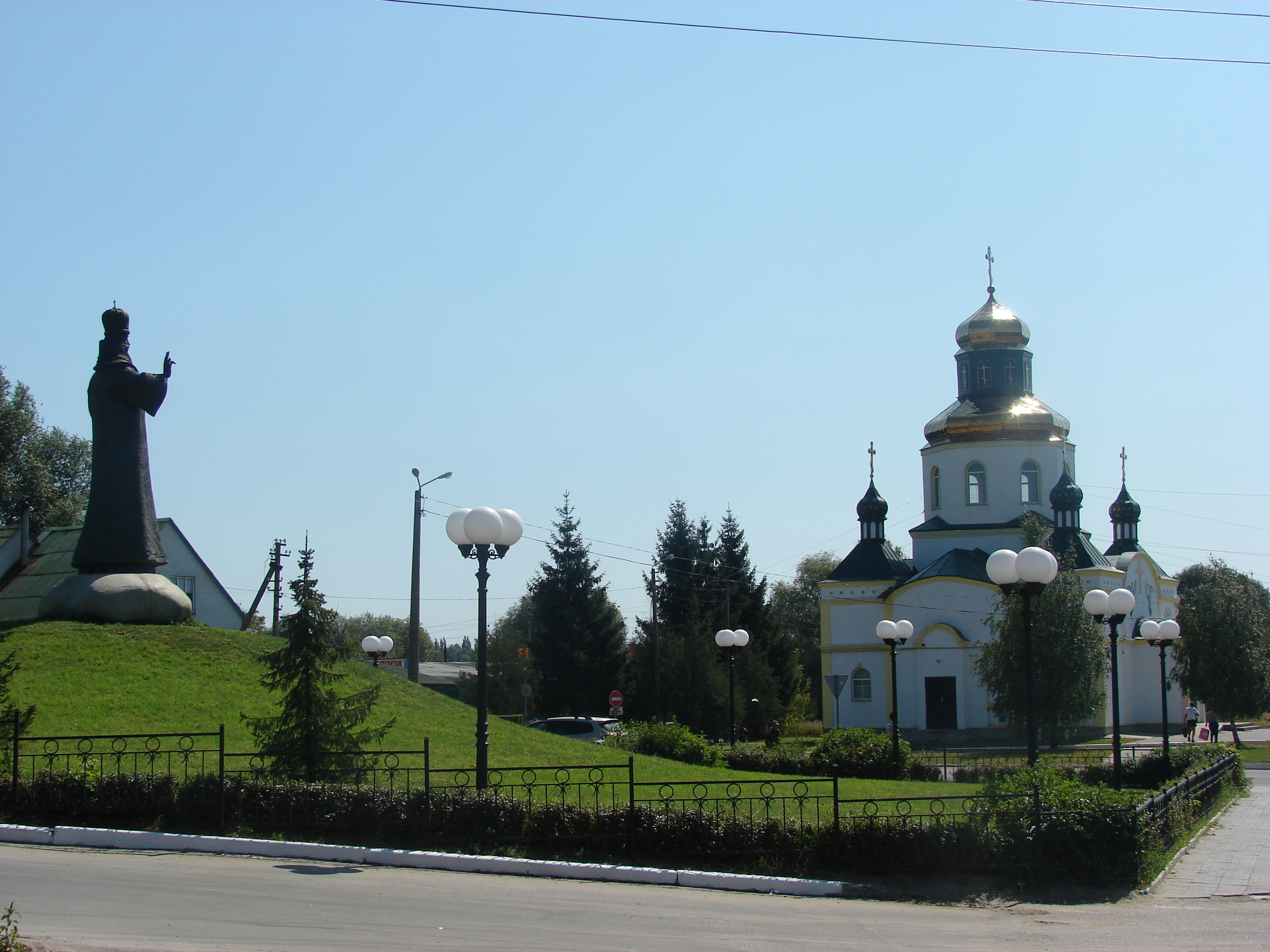
Svatodmitrijevský chrám a socha Dimitrije Rostovského, stav z roku 2011

## Pamětihodnosti
- Chrám sv. Dimitrije Rostovského
- Kamenný pomník sv. Dimitrije Rostovského (po 1991)
- Památník Tarase Ševčenka (foto v infoboxu)

## Rodáci
- Dimitrij Rostovskij (1651–1709), ukrajinský a ruský teolog a metropolita, pravoslavný světec
- Anatolij Nestorovyč Palamarenko (* 1939) - spisovatel a ukrajinský lidový umělec
- Oleksyj Volodymyrovyč Potapenko (1978-2014) - válečný hrdina Ukrajiny
- Alexandr Kuzmovyč Vasilec (1978-2014) - válečný hrdina Ukrajiny